# Robert Huth
Pour les articles homonymes, voir Huth.
Robert Huth, né le 18 août 1984 à Berlin, est un footballeur international allemand qui évolue au poste de défenseur central.

## Biographie
Bien que né en Allemagne, Robert Huth n'a, jusqu'à maintenant, jamais joué en Bundesliga. Il fait ses débuts à 17 ans sous le maillot du club anglais de Chelsea lors de la saison 2001-2002. Néanmoins, barré en défense centrale par Marcel Desailly, Frank Lebœuf puis par William Gallas, John Terry et Ricardo Carvalho entre 2001 et 2006, il n'arrive pas à s'imposer comme titulaire dans le club londonien et ne doit se contenter que de bouts de matchs. Cela ne l'empêche pas de devenir international allemand dès 2004 et de disputer la Coupe des confédérations comme titulaire aux côtés de Per Mertesacker en 2005. Il inscrit même lors du tournoi, son premier but en sélection.
Retenu pour la Coupe du monde 2006, il est barré par le retour de Christoph Metzelder en sélection et ne dispute qu'un match sans enjeu (l'Allemagne étant déjà qualifiée) contre l'Équateur (victoire 3-0). 
Il est transféré à la fin de la saison 2006 à Middlesbrough FC mais, blessé, ne réussit pas à s'imposer dans le groupe. Ce n'est qu'à la mi-saison 2007-2008 qu'il acquiert une place de titulaire dans l'équipe. Il enchaîne des prestations remarquées lors de la fin de saison, mais cela ne suffit pas à lui obtenir une place dans la sélection allemande appelée à disputer l'Euro 2008.
À ses débuts professionnels, Robert Huth peine à disputer des saisons complètes. Sur ses neuf premières saisons, il ne joue que 98 matchs de championnat. Défenseur puissant, Huth est particulièrement réputé pour son jeu de tête, qui lui a valu ponctuellement d'évoluer au poste d'avant-centre lorsque Chelsea était mené au score, ainsi que pour sa frappe de balle, qui lui a permis de transformer de nombreux coups francs, souvent aidé par un décalage d'un coéquipier. À son arrivée à Stoke City, il devient titulaire et y marque même de nombreux buts. Il est surnommé le "Mur de Berlin" par les fans de Stoke, en référence à son physique impressionnant.
Le 2 février 2015, il est prêté à Leicester City où il joue quatorze matchs. Les Foxes se maintiennent en Premier League à l'issue de la saison. À la suite de cela, l'entraîneur Nigel Pearson le signe définitivement pour les trois prochaines saisons le 24 juin 2015.
En 2015, il retrouve le coach de ses débuts, Claudio Ranieri, et remporte le championnat d'Angleterre de Football 2015-2016 en étant titulaire dans la défense centrale de Leicester City aux côtés de Wes Morgan.  

## Style de jeu
Robert Huth est réputé pour être un défenseur central à l'ancienne. Rugueux, dur sur l’homme, très bon de la tête et dans les duels, il ne brille pas par sa technique mais par son engagement physique dans un style tout britannique. 

## Statistiques
| Saison                | Club                  | Championnat           | Championnat | Championnat | Coupe nationale | Coupe nationale | Coupe de la Ligue | Coupe de la Ligue | Supercoupe | Supercoupe | Compétition(s) continentale(s) | Compétition(s) continentale(s) | Compétition(s) continentale(s) | Allemagne | Allemagne | Total | Total |
| Saison                | Club                  | Division              | M.          | B.          | M.              | B.              | M.                | B.                | M.         | B.         | Comp.                          | M.                             | B.                             | M.        | B.        | M.    | B.    |
| 2001 – 2002           | Chelsea               | Premier League        | 1           | 0           | 0               | 0               | 0                 | 0                 | -          | -          | C3                             | 0                              | 0                              | -         | -         | 1     | 0     |
| 2002 – 2003           | Chelsea               | Premier League        | 2           | 0           | 1               | 0               | 0                 | 0                 | -          | -          | C3                             | 2                              | 0                              | -         | -         | 5     | 0     |
| 2003 – 2004           | Chelsea               | Premier League        | 16          | 0           | 1               | 0               | 1                 | 0                 | -          | -          | C1                             | 2                              | 1                              | -         | -         | 20    | 1     |
| 2004 – 2005           | Chelsea               | Premier League        | 10          | 0           | 1               | 1               | 0                 | 0                 | -          | -          | C1                             | 4                              | 0                              | 11        | 1         | 26    | 2     |
| 2005 – 2006           | Chelsea               | Premier League        | 13          | 0           | 4               | 0               | 1                 | 0                 | 0          | 0          | C1                             | 3                              | 0                              | 6         | 1         | 27    | 1     |
| Sous-total            | Sous-total            | Sous-total            | 42          | 0           | 7               | 1               | 2                 | 0                 | 0          | 0          | -                              | 11                             | 1                              | 17        | 2         | 79    | 4     |
| 2006 – 2007           | Middlesbrough         | Premier League        | 12          | 1           | 1               | 0               | 1                 | 0                 | -          | -          | -                              | -                              | -                              | -         | -         | 14    | 1     |
| 2007 – 2008           | Middlesbrough         | Premier League        | 13          | 1           | 3               | 0               | 0                 | 0                 | -          | -          | -                              | -                              | -                              | -         | -         | 16    | 1     |
| 2008 – 2009           | Middlesbrough         | Premier League        | 24          | 0           | 4               | 0               | 0                 | 0                 | -          | -          | -                              | -                              | -                              | 2         | 0         | 30    | 0     |
| 2009 – 2010           | Middlesbrough         | Championship          | 4           | 0           | 0               | 0               | 1                 | 0                 | -          | -          | -                              | -                              | -                              | -         | -         | 5     | 0     |
| Sous-total            | Sous-total            | Sous-total            | 53          | 2           | 8               | 0               | 4                 | 0                 | 0          | 0          | -                              | 0                              | 0                              | 2         | 0         | 67    | 2     |
| 2009 – 2010           | Stoke City            | Premier League        | 32          | 3           | 5               | 0               | 0                 | 0                 | -          | -          | -                              | -                              | -                              | -         | -         | 37    | 3     |
| 2010 – 2011           | Stoke City            | Premier League        | 35          | 6           | 6               | 3               | 3                 | 0                 | -          | -          | -                              | -                              | -                              | -         | -         | 44    | 9     |
| 2011 – 2012           | Stoke City            | Premier League        | 34          | 3           | 3               | 2               | 2                 | 0                 | -          | -          | C3                             | 10                             | 0                              | -         | -         | 49    | 5     |
| 2012 – 2013           | Stoke City            | Premier League        | 35          | 1           | 3               | 0               | 1                 | 0                 | -          | -          | -                              | -                              | -                              | -         | -         | 39    | 1     |
| 2013 – 2014           | Stoke City            | Premier League        | 12          | 0           | 0               | 0               | 3                 | 0                 | -          | -          | -                              | -                              | -                              | -         | -         | 15    | 0     |
| 2014 – 2015           | Stoke City            | Premier League        | 1           | 0           | 1               | 0               | 2                 | 0                 | -          | -          | -                              | -                              | -                              | -         | -         | 4     | 0     |
| Sous-total            | Sous-total            | Sous-total            | 150         | 13          | 18              | 5               | 15                | 0                 | 0          | 0          | -                              | 10                             | 0                              | 0         | 0         | 193   | 18    |
| 2014 – 2015           | Leicester City (prêt) | Premier League        | 14          | 1           | 0               | 0               | 0                 | 0                 | -          | -          | -                              | -                              | -                              | -         | -         | 14    | 1     |
| 2015 – 2016           | Leicester City        | Premier League        | 35          | 3           | 0               | 0               | -                 | -                 | -          | -          | -                              | -                              | -                              | -         | -         | 35    | 3     |
| 2016 – 2017           | Leicester City        | Premier League        | 33          | 2           | 2               | 0               | -                 | -                 | 1          | 0          | C1                             | 8                              | 0                              | -         | -         | 44    | 2     |
| 2017 – 2018           | Leicester City        | Premier League        | 0           | 0           | 0               | 0               | -                 | -                 | -          | -          | -                              | -                              | -                              | -         | -         | 0     | 0     |
| Sous-total            | Sous-total            | Sous-total            | 82          | 6           | 2               | 0               | 0                 | 0                 | 1          | 0          | -                              | 8                              | 0                              | 0         | 0         | 93    | 6     |
| Total sur la carrière | Total sur la carrière | Total sur la carrière | 299         | 21          | 34              | 6               | 10                | 0                 | 1          | 0          | -                              | 29                             | 1                              | 19        | 2         | 392   | 30    |

### Buts en sélection
| Buts en sélection de Robert Huth | Buts en sélection de Robert Huth | Buts en sélection de Robert Huth | Buts en sélection de Robert Huth | Buts en sélection de Robert Huth | Buts en sélection de Robert Huth | Buts en sélection de Robert Huth |
| #                                | Date                             | Lieu                             | Adversaire                       | Score                            | Résultats                        | Compétitions                     |
| -------------------------------- | -------------------------------- | -------------------------------- | -------------------------------- | -------------------------------- | -------------------------------- | -------------------------------- |
| 1                                | 29 juin 2005                     | Zentralstadion, Leipzig          | Mexique                          | 3-2                              | 4-3 a.p.                         | Coupe des confédérations 2005    |
| 2                                | 1er mars 2006                    | Stadio Artemio Franchi, Florence | Italie                           | 1-4                              | 1-4                              | Match amical                     |

## Palmarès

### En club
Chelsea
- Premier League
  - Champion : 2005 et 2006.
  - Vice-champion : 2004.

 Stoke City
- Coupe de la Ligue
  - Finaliste : 2011.

 Leicester 
- Premier League
  - Vainqueur : 2016

### En sélection
Allemagne
- Coupe des confédérations
  - Troisième : 2005.
- Coupe du monde
  - Troisième : 2006.